# Etničke grupe Vijetnama
Etničke grupe Vijetnama: "UN Country Population" (2007.) 87,375,000; preko 110 naroda:
- Akha 1,500
- Alu 8,700
- Arem 100
- Baheng, Sanjiang 6,300
- Bana, Bahnar 178,000
- Bouyei 1,800
- Brao (Braou) 400
- Britanci 3,900
- Istočni Bru (Bru Van Kieu) 40,000
- Cao Lan 166,000
- Cham (U našoj stručnoj literaturi poznati kao Čami)
  - Istočni Čami 79,000
  - Zapadni Čami 28,000
- Chrau 25,000
- Chru 17,000
- Chut-May 900
- Chut-Ruc 300
- Chut-Sach 600
- Coong 2,200
- Cua, Kol 31,000
- En 200
- Eurazijci 433,000; govore francuski
- Francuzi 5,200
- Franko-Anamiti (Franco-Annamites) 7,700. Jezik ovog naroda zove se tay boi a govorio se po lučkim mjestima Francuske Indokine (nestao). Danas ih ima 7,700, žive samo u Vijetnamu. Joshua Project ih ne spominje.
- Gelao 10,000
- Bijeli Gelao 20
- Giay, Nhang 53,000
- Halang Doan 3,200
- Kantonski Kinezi 1,099,000
- Mandarinski Kinezi 1,138,000
- Hani 20,000
- Haroi 40,000
- Hmong Daw (Bijeli Meo, Bijeli Hmong, Bai Hmong, Bai Miao) 887,000
- Hmong Njua (Blue Meo, Plavi Meo) 199,000
- Hmong Shuad 3,200
- Hre 127,000
- Hung, Cuoi 400
- Indonežani 4,000
- Iu Mien, Yao 394,000
- Japanci 8,700
- Jarai (Gia Rai, J'rai, Djarai) 358,000
- Jeh (Gie Trieng) 16,000
- Katu 57,000
- Katua 4,800
- Kayong (Katang) 3,200
- Kelao, Goaria 300
- Khang 5,800
- Khao 16,000
- Khmer (Kambodžanci) 1,188,000
- Khmu 64,000
- Khua 4,800
- Kim Mun 191,000
- Kinezi (Han)
  - Kantonski Kinezi 1,099,000
  - Mandarinski Kinezi 1,138,000
- Koho 145,000
- Laghuu 300
- Laha 6,400
- Lahu Nyi 7,700
- Lahu Shi, Žuti Lahu 7,700
- Lao narod 173,000
- Lati (Lachi-White; Lachi-Bijeli) 10,000
- Lu (Tai Lue, Tai Lu) 5,600
- Maa (Ma) 38,000
- Maleng (Pakatan) 200
- Mang 3,000
- Mangkong 900
- Mantsi 1,200
- Mnong (ili Središnji Mnong) 35,000
- Mnong, Južni 32,000
- Mnong, Istočni 32,000
- Monom (Bonom) 9,400
- Muong 1,281,000
- Na-Meo 1,200
- Ngai 1,500
- Nguon 3,200
- Pacoh (Bo, Van Kieu, River Van Kieu) 17,000. Plemena: Ir, Kantu, Katang, Lor, Pacoh, Gornji Taoih.
- Planinski Nung,  964,000
- O-Du 300
- Pa Di 300
- Phu Thai 226,000
- Phula, Phukha 10,000
- Phunoi, Cong 1,700
- Phuang 17,000
- Pong Kniang (Phong-Kniang) (nepoznato)
- Pubiao 300
- Pula, Phola 8,600
- Rengao, Zapadni 17,000
- Rhade, 304,000
- Riang (Red Meo) 173,000
- Roglai, Cacgia 3,200
- Roglai, Sjeverni 57,000
- Roglai, Južni 46,000
- Romam 300
- Rusi 8,700
- Salang, Halang 15,000
- Sedang 113,000
- Sila (Lai Chau) 900
- So 2,600
- So Tri 8,700
- Stieng 61,000
- Ta Oi 21,000
- Tai Daeng (Crveni Tai) 151,000
- Tai Dam (Crni Tai) 755,000
- Tai Don (Bijeli Tai) 302,000
- Tai Hang Tong 11,000
- Tai Man Thanh 22,000
- Takua  (Langya) 14,000
- Talieng (Trieng) nepoznat broj u Vijetnamu,
- Tamili 8,700
- Tay Jo 300
- Tay Sa Pa 300
- Tay Pong (Poong, Phong) 400
- Tay Tac nepoznato.
- Tay, Tai Tho 1,664,000
- Tho 77,000
- Thu Lao 200
- Todrah  (Sedang Didrah) 10,000
- Tsun-Lao 12,000
- Vijetnamci (Anamiti, Kinh) 73,394,000
- Xinh Mun (Puoc) 20,000
- Yoy (Dioi) 800

## Vanjske poveznice
- Vietnam
- (engl.) "Completed Results of the 2019 Viet Nam Population and Housing Census"